# ねぇバーディア
「ねぇバーディア」は、Negiccoのシングル。2015年8月11日にT-Palette Recordsから発売された。通常盤、初回限定盤A・B・C、7inchの5種リリースとなった。

## 概要
初回限定盤AはDVD付きで、初回限定盤Bはリミックス曲が3曲収録されたCD付き。初回限定盤Cは表題曲のみ収録のワンコイン（500円）シングル。
表題曲は池田貴史によるプロデュース。メンバーのカレンダーには「レキシさんに挨拶する日」と書かれていたが、シングルリリースについては聞かされておらず、その後やついいちろうに会った際に「次、池ちゃんなんだって?」と言われ、池田のプロデュースであることを知ったという。Kaedeは「カレンダーの時点でみんな察していた。もしかしたらレキシさんかなって」。
歌詞にある「愛のかぶと」は越後出身の直江兼続の兜から。
ディスクジャケットの撮影に使用された場所は廃止された新潟交通電車線の月潟駅跡。
歌詞は全面的に、アース・ウィンド・アンド・ファイアーの「September」へのオマージュが込められている（「バーディア」とは「September」に繰り返し出て来るコーラス「ba-de-ya」を人名風に変えたもの）。

## 収録曲
1. ねぇバーディア [5:03]
作詞・作曲：池田貴史 / 編曲：池田貴史, 山口寛雄
  - ミュージック・ビデオは新潟から日比谷野外大音楽堂までの行程（空路、陸路、鉄路）が描かれている。
2. おやすみ [5:24]
作詞：MEG / 作曲：connie / 編曲：connie / Strings Arrangement：長谷泰宏
  - 作詞を担当したMEGはレコーディングの際に「いつもと違うNegiccoの魅力を出したい」と話したという。Meguは「レコーディング室を暗くしたり、座ってレコーディングしたり、リラックスしてほしいってことでハンドマイクでレコーディングしたり。いつもと違うスタイルだから、すごく新鮮というか。いつもと違うみんなの感じが出ている」。Nao☆は「女性が作ったというところで共感を得ていると思う。女の子が歌うことで気持ちをちゃんと伝えられるというか、雰囲気が出たらいいなと思う」。Kaedeはレコーディング日に声がハスキー気味で、「まずいなってなったけど、そういうものって一時的なもので今しか録れないから、ってプラスに言ってくださって、すごくほっとした。納得したかというとちょっと怪しい」と話している[2]。
3. ねぇバーディア (inst) [5:03]
4. おやすみ (inst) [5:22]

### 初回限定盤B付属CD
全作詞・作曲：connie
1. Summer Breeze (Royal Mirrorball remix) [6:00]
  - 松井寛によるリミックス。
2. フェスティバルで会いましょう (bo en remix) [3:38]
  - bo enによるリミックス。
3. ネギさま!Bravo☆ (Tomggg remix) [4:17]
  - Tomgggによるリミックス。

### 初回限定盤A付属DVD
1. ねぇバーディア (MUSIC VIDEO)
2. おやすみ (MUSIC VIDEO)

### 7inch (33 1/3 r.p.m)
A-SIDE
1. ねぇバーディア [5:03]

B-SIDE
1. おやすみ [5:24]